# Vétérinaires pour tous
Vétérinaires pour tous (VPT) est une association française loi de 1901 fondée en 1994, prenant la forme d'un réseau de médecine solidaire à destination de propriétaires précaires d'animaux.

## Histoire
L'association est fondée en 1994 et fonctionne jusqu'en 2013. Un de ses buts est alors de prodiguer des soins d'urgence aux animaux de personnes à faibles revenus. En 2006, l'association rassemble 17 départements et 350 vétérinaires adhérents dans les douze départements les plus actifs.
Le réseau est relancé au début de l'année 2021, à la faveur d'une dotation de 4,5 millions d'euros par le ministère de l'Agriculture à l'occasion du plan de relance économique. Le syndicat national des vétérinaires en exercice libéral (SNVEL), l'association française des vétérinaires pour animaux de compagnie (AFVAC) et le conseil national de l'Ordre des vétérinaire lancent alors un appel aux vétérinaires à rejoindre leur réseau. Il est alors prévu que l'association reprenne ses activités à la fin de l'année 2021. 
En mai 2022, Vétérinaires pour tous rassemble 900 structures vétérinaires et dispose d'un bureau associatif dans presque toutes les régions françaises.

## Missions
L'association a pour objectif de proposer des consultations pour chiens, chats et furet à coût réduit pour les propriétaires démunis. L'association prend en charge un tiers des frais, la structure vétérinaire un second tiers, tandis que le propriétaire règle le dernier tiers,. Pour être éligible, les propriétaires d'animaux ne doivent pas être imposables et être bénéficiaires de certaines aides sociales, comme le RSA, l'allocation de solidarité aux personnes âgées, l'allocation solidarité spécifique ou l'allocation adulte handicapé. Un seul animal, qui doit être identifié, est éligible par foyer. Dans les cas où les frais sont supérieurs à 450 euros, le dossier est examiné individuellement par l'antenne régionale,.

## Organisation
Vétérinaires pour tous est structuré sous la forme d'antennes régionales. Les vétérinaires sont libres d'adhérer au réseau de manière individuelle ou via leur structure. 
Les propriétaires doivent contacter l'association pour avoir les coordonnés de vétérinaires adhérents près de chez eux. 